# Morti nel 1988/Dicembre
| Questa pagina contiene informazioni ricavate automaticamente dalle voci biografiche con l'ausilio del template Bio e di un bot. L'aggiornamento è periodico e automatico e ricostruisce completamente la pagina. Se manca una persona in questa lista, sei pregato di non aggiungerla, ma accertati piuttosto che la sua voce biografica contenga il template Bio e che i dati anagrafici siano correttamente compilati. Se il template Bio manca, inseriscilo tu stesso o, in alternativa, metti l'avviso {{tmp\|Bio}} che ne segnala la mancanza. Se i dati riportati sono sbagliati, correggi direttamente la voce biografica; le modifiche saranno visibili in questa lista entro pochi giorni. Per chiarimenti vedi il progetto biografie. La lista contiene solo le 105 persone che sono citate nell'enciclopedia e per le quali è stato implementato correttamente il template Bio. Pagina aggiornata al 3 mar 2024. |

- 1º dicembre - Martin Hinds, storico britannico (n. 1941)
- 1º dicembre - Włodzimierz Mazur, calciatore polacco (n. 1954)
- 1º dicembre - Aldo Viglione, avvocato, politico e partigiano italiano (n. 1923)
- 2 dicembre - Karl Heinz Bürger, generale tedesco (n. 1904)
- 2 dicembre - Tata Giacobetti, cantante, contrabbassista e paroliere italiano (n. 1922)
- 3 dicembre - Károly Lakat, calciatore e allenatore di calcio ungherese (n. 1920)
- 3 dicembre - Thawan Thamrongnawasawat, politico e militare thailandese (n. 1901)
- 4 dicembre - David Trench, diplomatico inglese (n. 1915)
- 4 dicembre - Alberto Uria, pilota automobilistico uruguaiano (n. 1924)
- 4 dicembre - Natale Vecchi, lottatore italiano (n. 1917)
- 5 dicembre - August Lenz, calciatore tedesco (n. 1910)
- 5 dicembre - Erik Lundin, scacchista svedese (n. 1904)
- 5 dicembre - Gaetano Rapisardi, architetto italiano (n. 1893)
- 5 dicembre - Antonio Rostagni, fisico italiano (n. 1903)
- 5 dicembre - Carlo Rovini, scrittore, poeta e pubblicista italiano (n. 1932)
- 6 dicembre - Timothy Patrick Murphy, attore statunitense (n. 1959)
- 6 dicembre - Roy Orbison, cantautore e chitarrista statunitense (n. 1936)
- 7 dicembre - Irene Anders, attrice statunitense (n. 1929)
- 7 dicembre - Christopher Connelly, attore statunitense (n. 1941)
- 7 dicembre - Dorothy Jordan, attrice statunitense (n. 1906)
- 7 dicembre - Elio Migliorini, geografo e esperantista italiano (n. 1902)
- 8 dicembre - Ulanhu, generale e politico cinese (n. 1907)
- 8 dicembre - Vivante Montanari, calciatore italiano (n. 1916)
- 8 dicembre - Hellmuth Reymann, generale tedesco (n. 1892)
- 9 dicembre - Wally Borrevik, cestista e allenatore di pallacanestro statunitense (n. 1921)
- 9 dicembre - Rafael Luis Calvo, attore e doppiatore spagnolo (n. 1911)
- 9 dicembre - Maria de Matteis, costumista italiana (n. 1898)
- 10 dicembre - Richard S. Castellano, attore statunitense (n. 1933)
- 10 dicembre - Alfredo Monaco, medico e antifascista italiano (n. 1910)
- 10 dicembre - Roman Schramseis, calciatore e allenatore di calcio austriaco (n. 1906)
- 11 dicembre - Alberto Chiancone, pittore italiano (n. 1904)
- 11 dicembre - Kari Kairamo, dirigente d'azienda finlandese (n. 1932)
- 11 dicembre - Wilhelm Petersén, hockeista su ghiaccio svedese (n. 1906)
- 12 dicembre - Bill Bertani, calciatore statunitense (n. 1919)
- 12 dicembre - Dick Clair, attore e produttore televisivo statunitense (n. 1931)
- 12 dicembre - Erica Lillegg, scrittrice austriaca (n. 1907)
- 12 dicembre - Anthony Provenzano, mafioso statunitense (n. 1917)
- 12 dicembre - Rudolf Schündler, attore e regista tedesco (n. 1906)
- 12 dicembre - Stjepan Vrbančić, calciatore jugoslavo (n. 1900)
- 13 dicembre - María Teresa León, scrittrice spagnola (n. 1903)
- 13 dicembre - Robert Urquhart, generale britannico (n. 1901)
- 14 dicembre - Jacques Berenguer, criminale francese (n. 1936)
- 14 dicembre - Evald Schorm, regista, sceneggiatore e attore cecoslovacco (n. 1931)
- 14 dicembre - Jean Schramme, mercenario belga (n. 1929)
- 15 dicembre - Nikolaj Sokolov, calciatore sovietico (n. 1897)
- 16 dicembre - Sylvester, cantautore statunitense (n. 1947)
- 16 dicembre - Pietro Maestroni, calciatore italiano (n. 1911)
- 16 dicembre - Anton Sigurðsson, calciatore islandese (n. 1919)
- 17 dicembre - Evaristo Frisoni, calciatore e allenatore di calcio italiano (n. 1907)
- 17 dicembre - Jerry Hopper, regista statunitense (n. 1907)
- 17 dicembre - Luciano Robotti, allenatore di calcio e calciatore italiano (n. 1914)
- 18 dicembre - Ottó Boros, pallanuotista ungherese (n. 1929)
- 20 dicembre - Roberto Jouvenal, avvocato italiano (n. 1921)
- 20 dicembre - Rafael Kofman, compositore di scacchi sovietico (n. 1908)
- 20 dicembre - Elizabeth Scott, matematica statunitense (n. 1917)
- 20 dicembre - György Marik, calciatore ungherese (n. 1923)
- 21 dicembre - Noreen Gammill, attrice e doppiatrice statunitense (n. 1898)
- 21 dicembre - Bob Steele, attore statunitense (n. 1907)
- 21 dicembre - Nikolaas Tinbergen, biologo, etologo e ornitologo olandese (n. 1907)
- 21 dicembre - Venus Xtravaganza, attrice, showgirl e ballerina statunitense (n. 1965)
- 22 dicembre - Chico Mendes, sindacalista, politico e ambientalista brasiliano (n. 1944)
- 22 dicembre - Maurice Montuclard, scrittore francese (n. 1904)
- 22 dicembre - Kari Rönnholm, cestista finlandese (n. 1945)
- 22 dicembre - Tucker Smith, attore, cantante e ballerino statunitense (n. 1936)
- 23 dicembre - Consuelo Berges, traduttrice e giornalista spagnola (n. 1899)
- 23 dicembre - Joseph Nuttin, psicologo belga (n. 1909)
- 23 dicembre - Carlo Scorza, politico e giornalista italiano (n. 1897)
- 23 dicembre - Andy Spack, cestista canadese (n. 1927)
- 24 dicembre - Yamada Mumon, monaco buddhista giapponese (n. 1900)
- 24 dicembre - Whitney Bourne, attrice statunitense (n. 1914)
- 24 dicembre - Mary Alice Gascoyne-Cecil, nobile inglese (n. 1895)
- 24 dicembre - Ami Shelef, cestista israeliano (n. 1936)
- 24 dicembre - Noel Willman, attore e regista teatrale britannico (n. 1918)
- 25 dicembre - Corrado Giovannini, calciatore italiano (n. 1917)
- 25 dicembre - Evgenij Kirillovič Golubev, compositore russo (n. 1910)
- 25 dicembre - Shōhei Ōoka, scrittore giapponese (n. 1909)
- 26 dicembre - Franco Ciampitti, scrittore e giornalista italiano (n. 1903)
- 26 dicembre - Julanne Johnston, attrice statunitense (n. 1900)
- 26 dicembre - John Loder, attore britannico (n. 1898)
- 26 dicembre - Massimo Mila, musicologo, critico musicale e antifascista italiano (n. 1910)
- 26 dicembre - Aldo Rasero, ufficiale, giornalista e scrittore italiano (n. 1910)
- 26 dicembre - Cynthia Stone, attrice televisiva statunitense (n. 1926)
- 26 dicembre - Otto Zdansky, paleontologo austriaco (n. 1894)
- 27 dicembre - Hal Ashby, regista, montatore e produttore cinematografico statunitense (n. 1929)
- 27 dicembre - Arnaldo Colleselli, politico italiano (n. 1918)
- 27 dicembre - Walter Crook, allenatore di calcio e calciatore inglese (n. 1912)
- 27 dicembre - Enéas, calciatore brasiliano (n. 1954)
- 27 dicembre - Freda James, tennista britannica (n. 1911)
- 27 dicembre - Gino Visentini, giornalista, critico d'arte e sceneggiatore italiano (n. 1907)
- 28 dicembre - Björn Kurtén, paleontologo e scrittore finlandese (n. 1924)
- 28 dicembre - Sonia Micela, pittrice italiana (n. 1924)
- 28 dicembre - Vittoria Titomanlio, politica italiana (n. 1899)
- 29 dicembre - Émile Aillaud, architetto francese (n. 1902)
- 29 dicembre - Mike Beuttler, pilota di Formula 1 britannico (n. 1940)
- 30 dicembre - Julij Markovič Daniėl', scrittore, saggista e traduttore russo (n. 1925)
- 30 dicembre - Filippo Franceschi, arcivescovo cattolico italiano (n. 1924)
- 30 dicembre - Dennis Klatt, ingegnere statunitense (n. 1938)
- 30 dicembre - Ernesto Lazzatti, calciatore, allenatore di calcio e giornalista argentino (n. 1915)
- 30 dicembre - Isamu Noguchi, scultore, architetto e designer statunitense (n. 1904)
- 30 dicembre - Nikolaj Sologubov, hockeista su ghiaccio sovietico (n. 1924)
- 30 dicembre - Jan Baalsrud, militare norvegese (n. 1917)
- 31 dicembre - Yara Amaral, attrice brasiliana (n. 1936)
- 31 dicembre - Christopher Andrewes, biologo inglese (n. 1896)
- 31 dicembre - Manuel Gary, attore francese (n. 1912)
- 31 dicembre - Bruno Marton, antifascista e politico italiano (n. 1913)